# Copa Battenberg

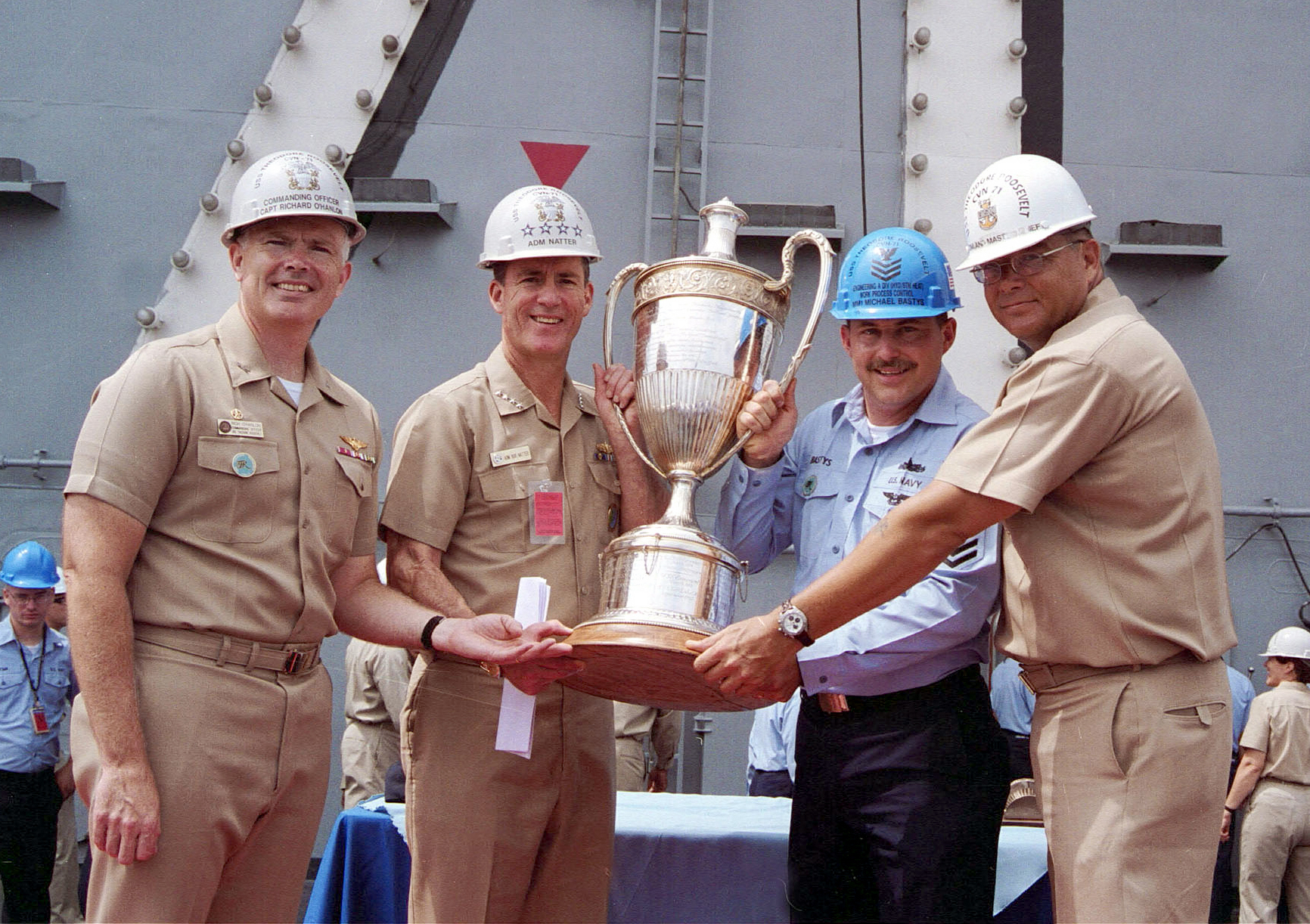
La Copa Battenberg es presentada a bordo del

La Copa Battenberg es un premio anual como símbolo de excelencia operativa al mejor barco o submarino de la Flota Atlántica de la Armada de los Estados Unidos . La copa se otorgó originalmente como un trofeo al ganador de competencias de remo en cúter o lancha entre tripulaciones estadounidenses y británicas . En años más recientes, ha sido entregado el Battle "E" al mejor barco de la Flota gracias a la tripulación con mayores logros. Estos incluyen el desempeño por el Premio a la Deportividad de la Flota del Atlántico, el Premio al Marinero del Año, el Premio Golden Anchor (por retención del lugar en el ejército luego del período obligatorio), el Premio en Memoria del Capitán Edward F. Ney (por el servicio de alimentos) y premios varios a la excelencia al mando.

## Historia
En 1905, el Príncipe Luis de Battenberg, al mando de los cinco barcos del 2.º Escuadrón de Cruceros de la Marina Real británica, visitó los Estados Unidos y visitó puertos en la ciudad de Nueva York, Annapolis y Washington D. C. Poco después de su regreso a Inglaterra, Battenberg envió la copa a El contraalmirante Robley Evans, quien comandaba la Flota del Atlántico Norte de Estados Unidos. Luego de esto, Battenberg pidió que el trofeo se convirtiera en un desafío anual entre soldados de las dos armadas. Las reglas se establecieron para las regatas y sólo una vez en 34 años de competición los estadounidenses perdieron la copa ante los británicos: en 1907, durante la Exposición de Jamestown en Norfolk, Virginia ) luego de 52 desafíos.
La competición de remo se suspendió indefinidamente (hasta el día de hoy) debido al inicio de la Segunda Guerra Mundial. La copa estuvo presente el día del ataque a Pearl Harbor el 7 de diciembre de 1941 a bordo de USS West Virginia (BB-48), el último barco en ganar la competencia. Sobrevivió al hundimiento del West Virginia durante el ataque y permaneció a bordo mientras reflotaban, reacondicionaban y devolvían a la guerra al acorazado. El barco retuvo la custodia de la copa hasta su desmantelamiento en 1947, siendo exhibida ante la Armada. Fue expuesta en el Museo Conmemorativo de la Marina en Washington D. C. hasta 1978, que la competición resurgió con nuevos criterios.
La plateada copa tiene grabado a su costado una leyenda británica que dice: "A los soldados de la Flota del Atlántico Norte de parte de sus primos británicos del 2.º escuadrón de cruceros. En agradecido recuerdo de las muchas generosidades, muestras de buen compañerismo y maravillosos divertimentos que se les brindaron en cordial amistad por sus camaradas al otro lado del mar." Presenta las insignias cruzadas de la Marina de los EE. UU. y la Royal Navy.

## Ganadores

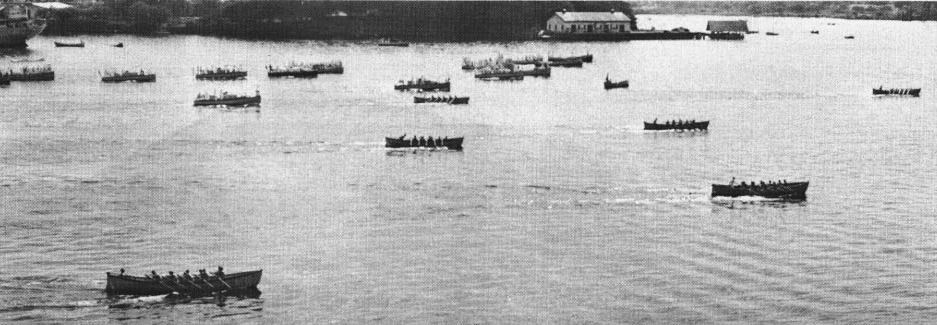
La regata de botes balleneros durante la Copa Battenberg de 1939 en Pearl Harbor.

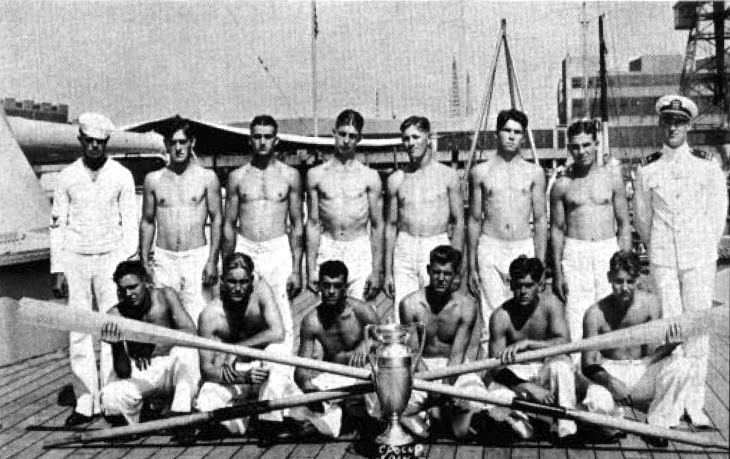
tripulación del ballenero con la Copa Battenberg, 1931.

- 2022 - USS The Sullivans (DDG-68)
- 2021 - USS Mitscher (DDG-57)

- 2020 - USS Harry S. Truman (CVN-75)[1]
- 2019 – USS Minnesota (SSN-783)[2]
- 2018 – USS Monterey (CG-61)[3]
- 2017 – USS Hartford (SSN-768)[4]
- 2016 – USS Mason (DDG-87)[5]
- 2015 – USS George Washington (CVN-73)
- 2014 – USS Alaska (SSBN-732)[6]
- 2013 – USS Gettysburg (CG-64)[7]
- 2012 – USS Dwight D. Eisenhower (CVN-69)[8]
- 2011 – USS George H. W. Bush (CVN-77)[9]
- 2010 – USS Boise (SSN-764)
- 2009 – USS Carney (DDG-64)[10]
- 2008 – USS Kearsarge (LHD-3)[11]
- 2007 – USS Enterprise (CVN-65)[12]
- 2006 – USS Dwight D. Eisenhower (CVN-69)[13]
- 2005 – USS Memphis (SSN-691)
- 2004 – USS Anzio (CG-68)
- 2003 – USS Harry S. Truman (CVN-75)
- 2002 – USS George Washington (CVN-73)
- 2001 – USS Theodore Roosevelt (CVN-71)
- 2000 – USS George Washington (CVN-73)
- 1999 – USS Miami (SSN-755)
- 1998 – USS Barry (DDG-52)
- 1997 – USS George Washington (CVN-73)
- 1996 – USS Barry (DDG-52)
- 1995 – USS America (CV-66)
- 1994 – USS Barry (DDG-52)
- 1993 – USS Theodore Roosevelt (CVN-71)
- 1992 – USS San Jacinto (CG-56)
- 1991 – USS Theodore Roosevelt (CVN-71)
- 1988 – USS Nicholas (FFG-47)
- 1986 – USS Underwood (FFG-36)
- 1985 – USS Iowa (BB-61)
- 1983 – USS John F. Kennedy (CV-67)[14]
- 1982 – USS Mississippi (CGN-40)
- 1980 – USS Briscoe (DD-977)
- 1979 – USS Richard L. Page (FFG-5)
- 1978 – USS Albany (CG-10)
- 1978 – USS Holland (AS-32)
- 1941–1977 – NO AWARD

- 1940 – USS West Virginia (BB-48)
- 1939 – USS Enterprise (CV-6) [15][16]
- 1937 – USS Tennessee (BB-43)
- 1936 – USS Concord (CL-10)
- 1935 – USS Concord (CL-10)
- 1934 – USS Arkansas (BB-33)

- 1931 – USS Arizona (BB-39) [17]
- 1929 – USS Arkansas (BB-33) [18]
- Octubre de 1928: USS Utah (BB-31) [18]
- Marzo de 1928 - USS Arkansas (BB-33) [18]
- Octubre de 1927: USS Arkansas (BB-33) [18]
- 1920 – USS Nevada (BB-36) [19]
- 1919 – USS Arizona (BB-39) [20]
- 1918 – USS Arizona (BB-39) [21]
- 1909 – USS Minnesota (BB-22)
- 1907 – HMS Argyll (1904)
- 1906 – USS Illinois (BB-7)